# 五日市鉄道キハ500形気動車
五日市鉄道キハ500形気動車（いつかいちてつどうキハ500がたきどうしゃ）は、かつて五日市鉄道（現、五日市線）で使用されていた気動車である。

## 概要
1936年（昭和11年）新潟鉄工所製の機械式半鋼製2軸ボギー車。国鉄キハ41000形気動車をベースに前頭部を国鉄キハ42000形気動車と同じ半流線形のものとした気動車で、キハ501・502の2両が在籍した。五日市鉄道の立川 - 武蔵五日市間で使用され、その後1940年（昭和15年）の五日市鉄道の南武鉄道への合併に伴い南武鉄道キハ501・502となった。さらに1944年（昭和19年）の南武鉄道の戦時買収により国鉄キハ501・502となったが、国鉄形式を付与されることなく同年には廃車となり、キハ501は東野鉄道に、キハ502は茨城交通（茨城線）に売却され、それぞれキハ501とケハ502となって使用された。

## 仕様
戦前においては、各私鉄は日本車輌を始めとするメーカー各社の独自設計、アメリカ製機関を積んだ気動車を製造する場合が多かったが、1936年時点では国鉄制式気動車がすでに実用化されていたこともあり、五日市鉄道ではこれを元とした車両を導入したものである。また、新潟鉄工でのキハ42000形は1937年（昭和12年）以降の製造であり、本形式はそれに先立つものであることも特筆される。
- 車体は前頭部をキハ42000形の半流線形、それ以外の部分をキハ41000形としたもので、各部の寸法もそれぞれ同一となっている。側面は窓扉配置D16Dで、幅580mm、高さ835mmの2段上昇式窓（戸袋窓は固定式）と幅850mmの片引の手動扉、前面は正面2枚が幅700mm、それ以外の4枚が幅450mmの6枚窓となっており、運転席左側のみ下落し式でそれ以外は2段上昇式であった。
- 屋根は木製屋根にガーランド式ベンチレーター7個、ドア上部に水切り付とキハ41000形と同一の構成であった[1]。
- 室内は片隅式運転台とセミクロスシートの座席配置で、ドア横の窓3枚分が幅2250mmのロングシート、中央部が幅860mm、シートピッチ1300mmの固定クロスシートで、背ずりは板張りで高さも低いものであったほか、運転台の反対側は荷物スペースとされていた。そのほか、塗色は天井のみ白色塗装でその他はニス塗仕上げ、ロングシート部のみ吊手付き、室内灯は直流24V40Wのグローブ付電球が7個となっていた。
- 走り装置はキハ41000形と同一で、機関はGMF13形ガソリン機関と手動4段変速の機械式変速機の組合せであり、台車も菱枠式で軸距1800mm、下揺枕なしのTR26[2]であった。

### 主要諸元
- 最大寸法 - 全長16,780mm×全幅2,725mm×全高3,675mm
- 自重 - 19.5t
- 定員 - 104名（座席60名、セミクロスシート）
- 荷重 - 0.73t
- 走行装置
  - 機関
    - 製造当初 - GMF13（水冷4サイクルガソリン機関、直列6気筒[3]、新潟鉄工蒲田工場製）
    - 東野鉄道キハ501・換装後 - DA54B[4]（水冷4サイクルディーゼル機関、直列6気筒、日野ヂーゼル工業製）
    - 茨城交通ケハ502・換装後 - DA55B（水冷4サイクルディーゼル機関、直列6気筒[5]、日野ヂーゼル工業製）

  - 変速機 - 機械式4段手動変速（キハ41000形と同一、クラッチはロング式[6]、変速比はキハ41000と同一の1速：5.444、2速：3.051、3速：1.784、4速：1.000、逆転機:3.489）
  - 代燃装置（1942年以降） - 小田式
- 台車 - TR26形菱枠式1軸駆動台車
- 制動装置 - GPS空気ブレーキ、手ブレーキ
- 連結器 - 簡易式連結器

### 改造
- 1942年（昭和17年）には代燃車に改造され、小田式の代燃装置を駆動軸側の前面に取付けた。
- 東野鉄道に譲渡されたキハ501は1950年に宇都宮車輛で機関を日野DA54Bに換装してディーゼル動車としたほか、前面床下に帯材で組んだ排障器を取付けていた。
- 茨城交通に譲渡されたケハ502も宇都宮車輛で機関を日野DA55Bに換装してディーゼル動車となった。また、動軸に砂撒き装置を設置、前照灯を幕板上部から屋根上部に移設していたほか、末期にはロングシート化されていた[7]。
- 譲渡後のキハ501、ケハ502ともに連結器の基部に鋼板を貼って補強としていた（キハ501が四角、ケハ502は台形状の鋼板を貼っていた）。

## 歴史
- 1936年（昭和11年）6月13日 設計認可
  - 8月18日 竣工
- 1940年（昭和15年）10月3日 合併に伴い南武鉄道キハ501・キハ502となる
- 1942年（昭和17年）9月25日 代燃装置取付改造認可
- 1944年（昭和19年）4月1日 南武鉄道買収に伴い国鉄キハ501・キハ502となる
  - 同年9月 国鉄キハ501・キハ502廃車
- 1947年（昭和22年）10月2日 茨城交通がキハ502借入認可
- 1951年（昭和26年）4月4日茨城交通がキハ502譲受認可
- 1952年（昭和27年） 東野鉄道がキハ501譲受
- 1968年（昭和43年）12月15日 東野鉄道廃止に伴いキハ501の使用終了
- 1971年（昭和46年）2月11日 茨城交通茨城線廃止に伴いケハ502の使用終了